# Jamie Staff
Pour les articles homonymes, voir Staff.
Jamie Staff, né le 30 avril 1973 à Ashford, est un coureur cycliste britannique, spécialiste du BMX, puis de la piste. Il a été champion du monde de keirin en 2004 et de la vitesse par équipes en 2002 et 2005. À la suite de sa carrière de coureur, il entame une carrière d'entraîneur sur piste auprès de l'équipe américaine.

## Carrière
Il ne participe pas aux championnats du monde sur piste de 2010 à Copenhague en raison de problèmes de dos. À la fin de ces championnats, il annonce l'arrêt de sa carrière de coureur et déclare souhaiter devenir entraîneur. C'est chose faite en juin. Il rejoint l'équipe américaine de sprint.

## Palmarès sur piste

### Jeux olympiques
- Pékin 2008
  -  Champion olympique de vitesse par équipes (avec Chris Hoy et Jason Kenny)

### Championnats du monde
- Copenhague 2002
  -  Champion du monde de vitesse par équipes (avec Craig MacLean et Chris Hoy)
- Stuttgart 2003
  -  Médaillé de bronze de la vitesse par équipes
- Melbourne 2004
  -  Champion du monde de keirin
- Melbourne 2004
  -  Médaillé de bronze de la vitesse par équipes
- Los Angeles 2005
  -  Champion du monde de vitesse par équipes (avec Jason Queally et Chris Hoy)
- Bordeaux 2006
  -  Médaillé d'argent de la vitesse par équipes
- Palma de Majorque 2007
  -  Médaillé de bronze du kilomètre
- Manchester 2008
  -  Médaillé d'argent de la vitesse par équipes
- Pruszkow 2009
  -  Médaillé d'argent de la vitesse par équipes

### Coupe du monde
- 2002 
  - 1er de la vitesse par équipes à Moscou (avec Jason Queally et Andrew Christopher)
  - 3e du kilomètre à Moscou
- 2003 
  - 1er du kilomètre à Mexico
  - 1er de la vitesse par équipes au Cap (avec Jason Queally et Chris Hoy)
  - 2e de la vitesse à Mexico
- 2004 
  - 1er de la vitesse par équipes à Manchester (avec Chris Hoy et Craig MacLean)
  - 1er de la vitesse par équipes à Sydney (avec Chris Hoy et Craig MacLean)
- 2005-2006
  - 3e du keirin à Los Angeles
- 2006-2007
  - 1er de la vitesse par équipes à Los Angeles (avec Chris Hoy et Matthew Crampton)
  - 3e de la vitesse par équipes à Sydney
- 2008-2009
  - 1er de la vitesse par équipes à Manchester (avec Ross Edgar et Jason Kenny)
  - 1er de la vitesse par équipes à Copenhague (avec Chris Hoy et Jason Kenny)
- 2009-2010
  - 1er de la vitesse par équipes à Manchester (avec Chris Hoy et Ross Edgar)

### Jeux du Commonwealth
- Manchester 2002
  -  Médaillé d'argent de la vitesse par équipes
  -  Médaillé de bronze du kilomètre
- Melbourne 2006
  -  Médaillé d'argent de la vitesse par équipes

### Championnats de Grande-Bretagne

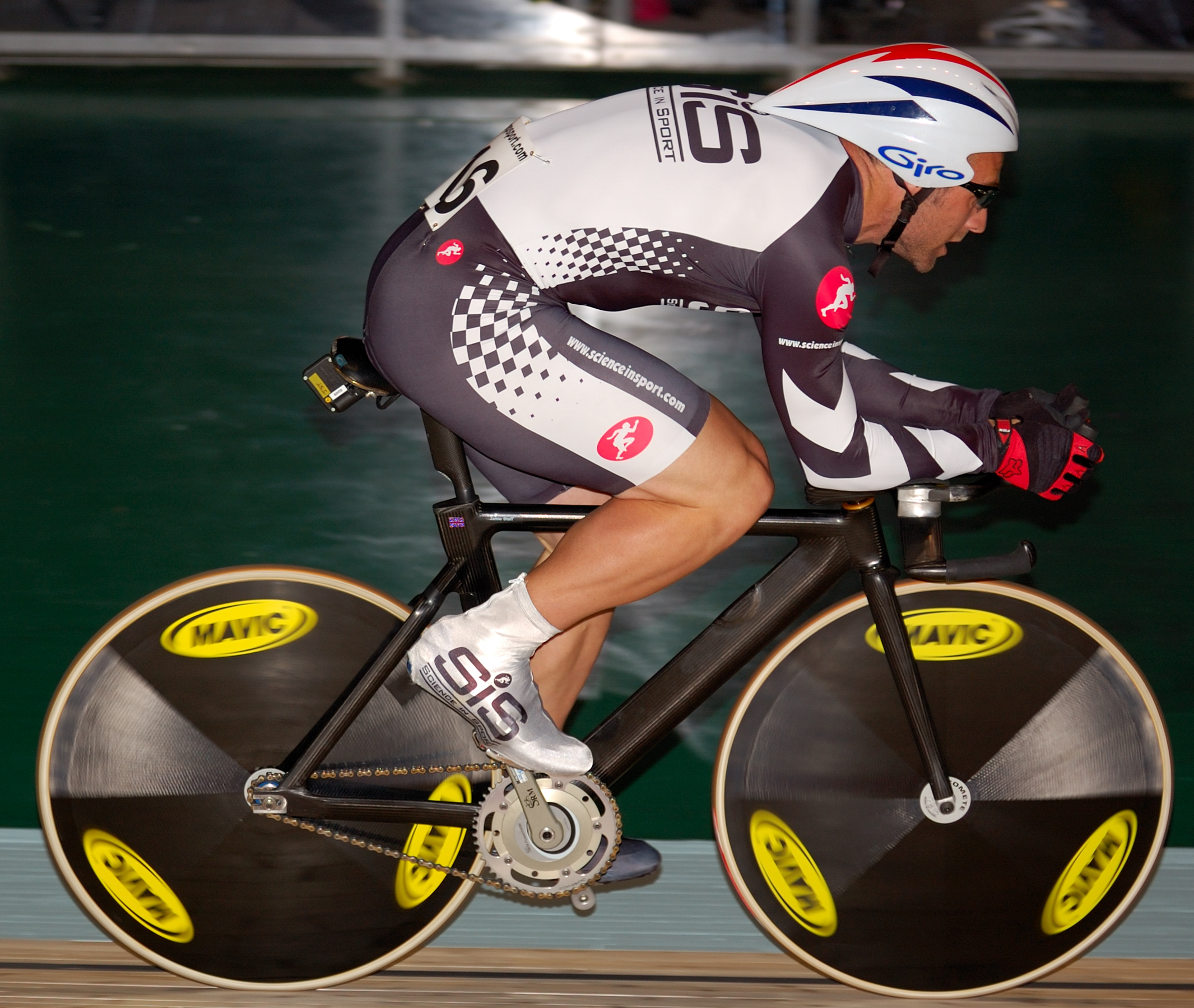
Jamie Staff aux Championnats de Grande-Bretagne 2007

- 2003
  - 2e de la vitesse
- 2006
  - 2e de la vitesse par équipes
- 2007
  -  Champion de Grande-Bretagne du kilomètre
- 2009
  -  Champion de Grande-Bretagne de vitesse par équipes

## Palmarès en BMX
- Waterford 1994
  -  Médaillé d'argent du BMX cruiser
- Bogota 1995
  -  Médaillé de bronze du BMX
- Brighton 1996
  -  Champion du monde de BMX cruiser